# Orazio Farnese (General)

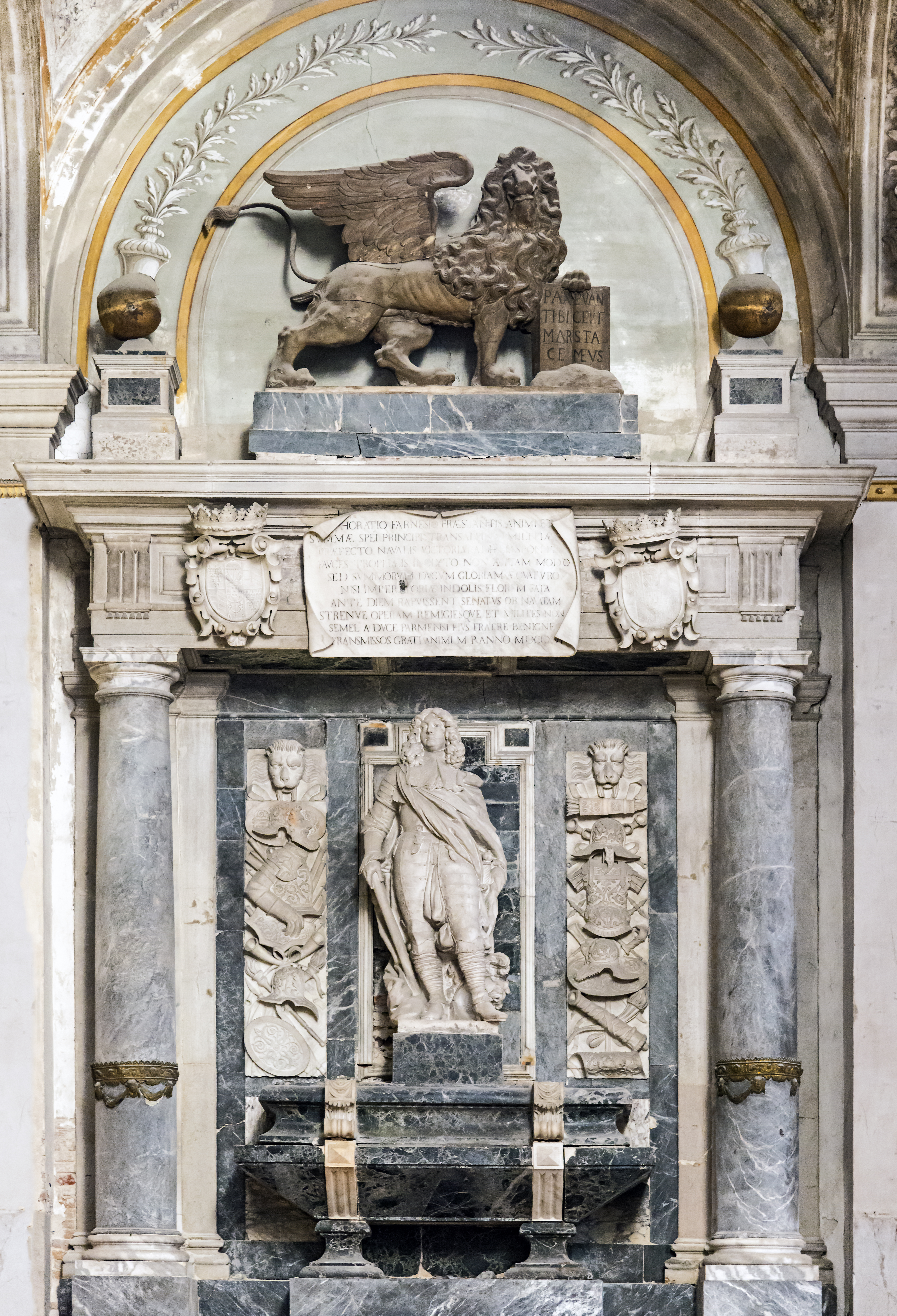
Das Denkmal für Allgemeine Orazio Farnese.

Orazio Farnese (* 24. Januar 1636 in Piacenza; † 2. November 1656 vor Zakynthos) war ein venezianischer General. 
Er stammte aus dem Geschlecht der Farnese. Seine Eltern waren Odoardo I. Farnese (1612–1646) und Margherita de’ Medici (1612–1679).
Als General konnte er sich im 6. venezianischen Türkenkrieg (1645–1669) im Kampf um Kreta auszeichnen. Er nahm auch an der Dardanellenschlacht von 1656 teil. Er und sein Bruder Odoardo II. Farnese finanzierten die ihm unterstellten Truppen selbst. Er starb, als sein Schiff vor der ionischen Insel Zakynthos unterging.
Nach seinem Tod ließ der Rat von Venedig ihm ein prachtvolles Grabmal in der Kirche Chiesa dei Gesuiti (heute: Santa Maria Assunta ) errichten. Das Grabmal wurde von Baldassare Longhena entworfen und befindet sich in einer Kapelle zur Rechten des Hochaltars.